# Tournoi d'ouverture du championnat du Panama de football 2008
Navigation
Saison précédente Saison suivante
Le Tournoi Apertura 2008 est le troisième tournoi saisonnier disputé au Panama.
C'est cependant la 22e fois que le titre de champion du Panama est remis en jeu.
Lors de ce tournoi, le San Francisco FC a conservé son titre de champion du Panama face aux neuf meilleurs clubs panaméens.
Chacun des dix clubs participant était confronté deux fois aux neuf autres équipes de son groupe puis une fois aux cinq équipes de l'autre groupe. Puis les quatre meilleurs au classement global se sont affrontés lors d'une phase finale à la fin du tournoi.
Seulement une place était qualificative pour la Ligue des champions de la CONCACAF.

## Les 10 clubs participants
| \| Panama City : Alianza FC Chorrillo FC CD Plaza Amador Tauro FC Panama City Deportivo Árabe Unido Chepo FC Atlético Chiriquí Panama City San Francisco FC Sporting San Miguelito Panama City Atlético Veragüense \| Localisation des clubs. |
| Panama City : Alianza FC Chorrillo FC CD Plaza Amador Tauro FC Panama City Deportivo Árabe Unido Chepo FC Atlético Chiriquí Panama City San Francisco FC Sporting San Miguelito Panama City Atlético Veragüense                               |

| Club                     | Stade                       | Capacité          | Ville                |
| Alianza FC               | Stade Camping Resort        | 1 500             | Panama City          |
| Deportivo Árabe Unido    | Stade Armando Dely Valdes   | 4 000             | Colón                |
| Chepo FC                 | Stade Bernardo Gil          | 300               | Chepo                |
| Atlético Chiriquí        | Stade Benigno Tomas Argote  | Capacité inconnue | David                |
| Chorrillo FC             | Stade Municipal de Balboa   | 2 000             | Panama City          |
| CD Plaza Amador          | Stade Bernardo Gil          | 300               | Panama City          |
| San Francisco FC         | Stade Virgilio Tejeira (en) | Capacité inconnue | La Chorrera          |
| Sporting San Miguelito   | Stade Bernardo Gil          | 300               | San Miguelito        |
| Tauro FC                 | Camp Giancarlo Gronchi      | Capacité inconnue | Panama City          |
| Atlético Veragüense (en) | Stade Virgilio Tejeira (en) | Capacité inconnue | Santiago de Veraguas |

## Compétition
Le tournoi Apertura se déroule de la même façon que le tournoi saisonnier précédent, en deux phases :
- La phase de qualification : les treize journées de championnat.
- La phase finale : les matchs aller-retour allant des demi-finales à la finale.

### Phase de qualification
Lors de la phase de qualification les dix équipes affrontent à deux reprises les neuf autres équipes de son groupe et une fois les cinq équipes de l'autre groupe selon un calendrier tiré aléatoirement.
Les quatre meilleures équipes tous classements confondus sont qualifiées pour les demi-finales.
Le classement est établi sur le barème de points classique (victoire à 3 points, match nul à 1, défaite à 0).
Le départage final se fait selon les critères suivants :
- Le nombre de points.
- La différence de buts générale.
- Le nombre de buts marqué.

### Classement
| Rang | Équipe                   | Pts | J  | G | N | P | Bp | Bc | Diff |
| ---- | ------------------------ | --- | -- | - | - | - | -- | -- | ---- |
| 1    | San Francisco FC (T)     | 21  | 13 | 5 | 6 | 2 | 19 | 15 | +4   |
| 2    | CD Plaza Amador          | 19  | 13 | 4 | 7 | 2 | 13 | 9  | +4   |
| 3    | Chorrillo FC             | 16  | 13 | 3 | 7 | 3 | 14 | 13 | +1   |
| 4    | Atlético Chiriquí        | 15  | 13 | 4 | 3 | 6 | 14 | 22 | -8   |
| 5    | Atlético Veragüense (en) | 11  | 13 | 2 | 5 | 6 | 15 | 28 | -13  |

| Rang | Équipe                 | Pts | J  | G | N | P | Bp | Bc | Diff |
| ---- | ---------------------- | --- | -- | - | - | - | -- | -- | ---- |
| 1    | Tauro FC               | 23  | 13 | 7 | 2 | 4 | 21 | 18 | +3   |
| 2    | Chepo FC               | 20  | 13 | 5 | 5 | 3 | 19 | 12 | +7   |
| 3    | Sporting San Miguelito | 20  | 13 | 6 | 2 | 5 | 18 | 16 | +2   |
| 4    | Deportivo Árabe Unido  | 20  | 13 | 6 | 2 | 5 | 15 | 14 | +1   |
| 5    | Alianza FC             | 10  | 13 | 3 | 1 | 9 | 25 | 27 | -2   |

| Légende : Qualifications et relégations | Légende : Qualifications et relégations |
| --------------------------------------- | --------------------------------------- |
|                                         | Qualifié pour les demi-finales          |
|                                         | (T) : Tenant du titre                   |

#### Matchs
| Résultats (▼dom., ►ext.)                                   | Ali | Ára | Chi | Ver | Che | Cho | Pla | San | Spo | Tau |
| Alianza FC                                                 |     | 2-1 | 6-1 | 6-0 | 1-2 |     | 1-1 |     | 0-1 | 2-3 |
| Deportivo Árabe Unido                                      | 2-1 |     | 1-2 |     | 1-0 | 0-1 |     | 2-1 | 2-1 | 1-0 |
| Atlético Chiriquí                                          |     |     |     | 1-2 | 0-1 | 0-0 | 2-1 | 0-1 |     | 2-1 |
| Atlético Veragüense (en)                                   |     | 1-1 | 1-1 |     |     | 1-1 | 0-1 | 1-2 |     | 1-2 |
| Chepo FC                                                   | 5-1 | 1-2 |     | 3-1 |     |     | 0-0 |     | 2-0 | 2-3 |
| Chorrillo FC                                               | 2-0 |     | 4-1 | 0-1 | 1-1 |     | 1-4 | 0-0 |     | 1-1 |
| CD Plaza Amador                                            |     | 1-0 | 1-1 | 2-2 |     | 1-1 |     | 0-0 | 0-1 |     |
| San Francisco FC                                           | 4-3 |     | 2-1 | 2-2 | 1-1 | 2-2 | 0-0 |     | 1-2 |     |
| Sporting San Miguelito                                     | 3-1 | 1-1 | 1-2 | 5-2 | 0-0 | 1-0 |     |     |     | 2-3 |
| Tauro FC                                                   | 2-1 | 2-1 |     |     | 1-1 |     | 0-1 | 1-3 | 2-0 |     |
| - Victoire à domicile - Match nul - Victoire à l'extérieur |     |     |     |     |     |     |     |     |     |     |

### La phase finale
Les quatre équipes qualifiées sont réparties dans le tableau final d'après leur classement général.
En cas d'égalité sur la somme des deux matchs, c'est l'équipe ayant marqué le plus de buts à extérieur qui l'emporte puis une prolongation et une séance de tirs au but ont éventuellement lieu.

#### Tableau
|  | 1/2 finale             | 1/2 finale             | 1/2 finale       | 1/2 finale | 1/2 finale | 1/2 finale |          |     | Finale | Finale | Finale | Finale | Finale |  |
|  |                        |                        |                  |            |            |            |          |     |        |        |        |        |        |  |
|  |                        |                        |                  |            |            |            |          |     |        |        |        |        |        |  |
|  |                        |                        |                  |            |            |            |          |     |        |        |        |        |        |  |
|  | Tauro FC               | Tauro FC               | (1)              | 1          | 2          |            |          |     |        |        |        |        |        |  |
|  | Tauro FC               | Tauro FC               | (1)              | 1          | 2          |            |          |     |        |        |        |        |        |  |
|  | Sporting San Miguelito | Sporting San Miguelito | (4)              | 0          | 0          |            |          |     |        |        |        |        |        |  |
|  | Sporting San Miguelito | Sporting San Miguelito | (4)              | 0          | 0          | Tauro FC   | Tauro FC | (1) | 1      | 0      |        |        |        |  |
|  |                        |                        |                  |            |            |            | Tauro FC | (1) | 1      | 0      |        |        |        |  |
|  |                        | San Francisco FC       | San Francisco FC | (2)        | 1          | 2          |          |     |        |        |        |        |        |  |
|  | San Francisco FC       | San Francisco FC       | San Francisco FC | (2)        | 1          | 2          | (2)      | 0   | 2      | 0(3)   |        |        |        |  |
|  | San Francisco FC       | San Francisco FC       |                  |            |            |            | (2)      | 0   | 2      | 0(3)   |        |        |        |  |
|  | Chepo FC               | Chepo FC               | (3)              | 2          | 0          | 0(1)       |          |     |        |        |        |        |        |  |
|  | Chepo FC               | Chepo FC               | (3)              | 2          | 0          | 0(1)       |          |     |        |        |        |        |        |  |

#### Demi-finales
| Club             | Aller | Retour | Club                   | Commentaire       |
| Tauro FC         | 1-0   | 2-0    | Sporting San Miguelito |                   |
| San Francisco FC | 0-2   | 2-0    | Chepo FC               | Tirs au but : 3-1 |

#### Finale
| 31 mai 2008 | Tauro FC         | 1:3 (a.p.) | San Francisco FC                                                | Stade Armando Dely Valdes |  |
|             | Dorian Lopez 33e | (1:0)      | Manuel Torres 50e · Angel Lombardo 99e · Temistocles Perez 103e |                           |  |

## Bilan du tournoi
| Tableau d'Honneur     |                  |
| Compétition           | Vainqueur        |
| Tournoi Apertura 2008 | San Francisco FC |

| Qualifications continentales 2008-2009 |           |
| Ligue des champions                    | Qualifiés |
| Tour Préliminaire                      | Tauro FC  |

## Statistiques

### Buteurs
| Rang | Nom              | Équipe                   | Buts |
| 1    | César Medina     | Alianza FC               | 12   |
| 2    | Edwin Aguilar    | Tauro FC                 | 9    |
| 3    | Alberto Zapata   | San Francisco FC         | 7    |
| 4    | Alcibiades Rojas | Atlético Veragüense (en) | 6    |
| 5    | 2 joueurs        | 2 joueurs                | 5    |